# Muriel Box
Muriel Box (Surrey, Inglaterra, 22 de septiembre de 1905 – Londres, 18 de mayo de 1991) fue una guionista y directora de cine inglesa, que en 1946 se convirtió en la primera mujer ganadora de un premio Oscar en la categoría de mejor guion original.

## Primeros años
Violette Muriel Baker nació en 1905 en Tolworth, Surrey, Inglaterra. Trabajó como mecanógrafa antes de ingresar en British International Pictures, donde se desempeñó como asistente de producción tras varios intentos fallidos de ser actriz y bailarina.

## Matrimonio e inicios de su carrera
En 1935, conoció y contrajo matrimonio con el periodista Sydney Box, con quien colaboró en más de cuarenta obras de teatro protagonizadas en su mayoría por mujeres y llevadas a cabo por compañías teatrales de aficionados. Juntos fundaron una productora, Verity Films, que al principio lanzó numerosas películas propagandísticas -incluyendo The English Inn (1941), su primer trabajo como directora- para luego pasar a producir obras de ficción. La pareja logró su mayor éxito con The Seventh Veil (1945), cinta por la cual obtuvieron un premio Oscar al mejor guion original el año siguiente.

## Trabajos como directora
Después de la guerra, Rank Organisation contrató a su esposo como presidente de Gainsborough Pictures y Muriel quedó a cargo del departamento de escenografía, además de continuar con su trabajo como guionista de varias comedias, incluyendo dos protagonizadas por la estrella infantil Petula Clark, Easy Money y Here Come the Huggetts (ambas de 1948). En ocasiones se desempeñó como directora de guion o volvió a filmar escenas durante la posproducción. En 1948 obtuvo su primer trabajo como codirectora en un largometraje, The Lost People.
En 1951, su esposo creó London Independent Producers, lo que le brindó a Muriel más oportunidades para dirigir. Muchas de sus primeras películas eran adaptaciones de obras de teatro y se filmaban en estudios cerrados; rara vez filmaba en locaciones. Estas películas se distinguían más por sus sólidas actuaciones que por tener un estilo distintivo de dirección. Box prefería los libretos que trataban sobre temas de actualidad y controvertidos, como la política irlandesa, el sexo adolescente, el aborto, los hijos ilegítimos y la sífilis, por lo que muchas de sus películas fueron vetadas por las autoridades locales.
Box incluyó su temática favorita -los tópicos femeninos- en varias de sus películas, como Street Corner (1953), que trataba sobre oficiales de policía mujeres; The Beachcomber de Somerset Maugham (1954), con Donald Sinden y Glynis Johns como una misionera ingeniosa; y Eyewitness (1956), nuevamente con Sinden. Además, dirigió una serie de comedias sobre la guerra de los sexos, entre las que se incluyen The Passionate Stranger (1957), The Truth About Women (1958) y su última película, Rattle of a Simple Man (1964).
Box sufrió muchas veces ser parte de una minoría en una industria dominada por los hombres, lo que era más doloroso aun cuando quien la prejuzgaba era otra mujer. En 1950, Jean Simmons pidió que la reemplazaran como directora en So Long at the Fair, y Kay Kendall intentó sin éxito hacer lo propio en Simon and Laura (1955). Varios productores cuestionaron su competencia para dirigir largometrajes a gran escala, y aunque la prensa destacó su posición como una de las pocas directoras mujeres en la industria del cine británico, su tono tendía a ser más condescendiente que halagador.

## Trabajos como escritora y últimos años
Box abandonó la dirección para escribir novelas y creó una exitosa editorial, Femina, que le permitió expresar libremente su feminismo. Se divorció de Sidney Box en 1969 y al año siguiente contrajo segundas nupcias con Gerald Gardiner, un antiguo Lord Canciller. Falleció en Hendon, Londres en 1991.

## Filmografía

### Como guionista
- Too Young to Love (1960)
- The Truth About Women (1957)
- The Passionate Stranger (1957)
- Street Corner (1953)
- The Happy Family (1952)
- Christopher Columbus (1949)
- Here Come the Huggetts (1948)
- The Blind Goddess (1948)
- Daybreak (1948)
- Good-Time Girl (1948)
- Easy Money (1948)
- Portrait from Life (1948)
- When the Bough Breaks (1947)
- Holiday Camp (1947)
- Dear Murderer (1947)
- The Brothers (1947)
- The Man Within (1947)
- A Girl in a Million (1946)
- The Years Between (1946)
- The Seventh Veil (1945)
- 29 Acacia Avenue (1945)
- Alibi Inn (1935)

### Como directora
- Rattle of a Simple Man (1964)
- The Piper's Tune (1962)
- Too Young to Love (1960)
- Subway in the Sky (1959)
- This Other Eden (1959)
- The Truth About Women (1957)
- The Passionate Stranger (1957)
- Eyewitness (1956)
- Simon and Laura (1955)
- To Dorothy a Son (1954)
- The Beachcomber (1954)
- A Prince for Cynthia (1953)
- Street Corner (1953)
- The Happy Family (1952)
- The Lost People (1949)

## Premios y distinciones
Premios Óscar
| Año  | Categoría            | Película        | Resultado |
| ---- | -------------------- | --------------- | --------- |
| 1947 | Mejor guion original | El séptimo velo | Ganadora  |